# Нижняя Тойма (деревня)
Нижняя Тойма — деревня в Вятскополянском районе Кировской области, входит в состав Среднетойменского сельского поселения.

## География
Деревня расположена на правом берегу реки Тойменка, у северо-западной окраины города Вятские Поляны.

## Население
| 2010 |
| ---- |
| 1105 |

## Известные уроженцы
- Бабушкин, Ефим Адрианович (1880—1927) — русский революционер, советский политический деятель.